# أركان باش
إركان باش (من مواليد 14 يوليو 1979) هو سياسي وأكاديمي اشتراكي تركي يشغل حاليًا منصب زعيم حزب العمال التركي (TİP) وعضو البرلمان عن إسطنبول.

## للحياة المبكرة والتعليم
وُلِد إركان باش في 14 يوليو/تموز 1979 في برلين الغربية لعائلة مهاجرة من البوسنة من سنجق. كان اسم عائلته يوسوفيتش في دولة يوغوسلافيا السابقة. كان والده عاملاً هاجر إلى ألمانيا للعمل، وكانت والدته ربة منزل، وكانت أيضًا عاملة نسيج لفترة.
أكمل إركان باش تعليمه الابتدائي والمتوسط والثانوي في إسطنبول وتخرج من كلية الآداب بجامعة إسطنبول، قسم تاريخ العلوم. أكمل دراسته الجامعية في قسم تاريخ العلوم التابع لكلية الآداب بجامعة إسطنبول. عمل محاضرًا زائرًا في قسم العلوم الإنسانية والاجتماعية بجامعة إسطنبول التقنية لفترة. تم عزله من منصبه من قبل إدارة المدرسة، حيث لم توافق الإدارة على منح عمال الكافتيريا الحقوق المطالب بها، وهو أمر أيده باش بشدة وناضل من أجله.